# Helminthosporium
Genre
Synonymes
- Drechslera
- Pyrenophora
- Cochliobolus

Helminthosporium est un genre de champignons ascomycètes de la famille des Pleosporaceae.
Il renferme un grand nombre d'espèces parasites (voir liste des espèces). On les nomme Drechslera sp. sous la forme conidienne et Pyrenophora sp. ou Cochliobolus sp. sous la forme sexuée. Pour plus de simplicité, toutes les espèces décrites ci-dessous sont regroupées au sein du même genre Helminthosporium.

## Liste des espèces
- Helminthosporium avenae : il fait partie avec Fusarium nivale des principaux agents de fonte des semis chez l'avoine
- Helminthosporium carbonum : parasite du maïs mais assez peu fréquent
- Helminthosporium dictyoides : sur graminées fourragères en végétation (Fétuque, Ray-grass, ...)
- Helminthosporium gramineum : très présent sur l'orge, il fait l'objet de nombreuses recherches phytosanitaires
- Helminthosporium maydis : parasite du maïs mais quasiment disparu de France et de Belgique
- Helminthosporium oryzae : surtout présent sur le riz (d'où son nom), parfois sur maïs, orge ou sorgho
- Helminthosporium papaveris : parasite de l'œillette-Papaver somniferum
- Helminthosporium sativum : s'attaque à orge, blé, avoine
- Helminthosporium siccans : sur Ray-grass, fétuque et autres graminées fourragères
- Helminthosporium teres : difficile à différencier d'Alternaria, sur orge et blé
- Helminthosporium tritici-repentis : sur blé et graminées fourragères
- Helminthosporium turcicum: voir Setosphaeria turcica

## Liste d'espèces
Selon Catalogue of Life (5 septembre 2014) :
- Helminthosporium abietis
- Helminthosporium abutilonis
- Helminthosporium acaciae
- Helminthosporium acalyphae
- Helminthosporium accedens
- Helminthosporium ahmadii
- Helminthosporium aichrysonis
- Helminthosporium alatum
- Helminthosporium albiziae
- Helminthosporium albiziicola
- Helminthosporium allamandae
- Helminthosporium alphitoniae
- Helminthosporium andersenii
- Helminthosporium aneurolepidii
- Helminthosporium anomalum
- Helminthosporium anonymicum
- Helminthosporium apiculatum
- Helminthosporium appatternae
- Helminthosporium appendiculatum
- Helminthosporium arcautei
- Helminthosporium arenarium
- Helminthosporium asterinoides
- Helminthosporium asterinum
- Helminthosporium astragali
- Helminthosporium atypicum
- Helminthosporium bactridis
- Helminthosporium bakeri
- Helminthosporium bambusicola
- Helminthosporium bataticola
- Helminthosporium bauhiniae
- Helminthosporium belgaumense
- Helminthosporium bhawanii
- Helminthosporium bigenum
- Helminthosporium blumeanaum
- Helminthosporium bogoriense
- Helminthosporium bondarzewii
- Helminthosporium bryophylli
- Helminthosporium cacaliae
- Helminthosporium cacaophilum
- Helminthosporium caespitiferum
- Helminthosporium caladii
- Helminthosporium canephorae
- Helminthosporium cantareirense
- Helminthosporium cantonense
- Helminthosporium capparoniae
- Helminthosporium carpocrinum
- Helminthosporium carposaprum
- Helminthosporium catenatum
- Helminthosporium ceibae
- Helminthosporium chlorophorae
- Helminthosporium chrysobalani
- Helminthosporium chusqueae
- Helminthosporium cibotii
- Helminthosporium ciliare
- Helminthosporium citri
- Helminthosporium claviphorum
- Helminthosporium cleosmatis
- Helminthosporium clusiae
- Helminthosporium coffeae
- Helminthosporium conidiophorellum
- Helminthosporium constrictum
- Helminthosporium conviva
- Helminthosporium corchori
- Helminthosporium crassiseptum
- Helminthosporium crotalariae
- Helminthosporium crus-galli
- Helminthosporium cubense
- Helminthosporium cucumerinum
- Helminthosporium curvulum
- Helminthosporium cuspidatum
- Helminthosporium cylindricum
- Helminthosporium cymmartinii
- Helminthosporium cyperi
- Helminthosporium dactylidis
- Helminthosporium dalbergiae
- Helminthosporium davillae
- Helminthosporium decacuminatum
- Helminthosporium delicatulum
- Helminthosporium delphinii
- Helminthosporium dendroideum
- Helminthosporium densum
- Helminthosporium desmodii
- Helminthosporium dictyoseptatum
- Helminthosporium diedickei
- Helminthosporium dimorphosporum
- Helminthosporium dolichi
- Helminthosporium elasticae
- Helminthosporium elephantopi
- Helminthosporium eragrostiellae
- Helminthosporium erythrinae
- Helminthosporium exasperatum
- Helminthosporium feijoae
- Helminthosporium ferrugineum
- Helminthosporium festucae
- Helminthosporium ficinum
- Helminthosporium ficuum
- Helminthosporium filicicola
- Helminthosporium fimbristylidis
- Helminthosporium flagellatum
- Helminthosporium flumeanum
- Helminthosporium foveolatum
- Helminthosporium fumagineum
- Helminthosporium gibberosporum
- Helminthosporium glabroides
- Helminthosporium gleicheniae
- Helminthosporium gossypii
- Helminthosporium grewiae
- Helminthosporium guangxiense
- Helminthosporium guianense
- Helminthosporium heringerianum
- Helminthosporium hispaniolae
- Helminthosporium hunanense
- Helminthosporium hygrophilae
- Helminthosporium hypselodelphyos
- Helminthosporium insigne
- Helminthosporium insuetum
- Helminthosporium ipomoeae
- Helminthosporium iranicum
- Helminthosporium javanicum
- Helminthosporium kakamegense
- Helminthosporium kalopanacis
- Helminthosporium kok-saghyz
- Helminthosporium kyllingae
- Helminthosporium lablab
- Helminthosporium leucosykes
- Helminthosporium ligustri
- Helminthosporium litseae
- Helminthosporium longisinuatum
- Helminthosporium lonicerae
- Helminthosporium lophirae
- Helminthosporium lunzinense
- Helminthosporium lusitanicum
- Helminthosporium lycopersici
- Helminthosporium machaerii
- Helminthosporium machili
- Helminthosporium macilentum
- Helminthosporium magnisporum
- Helminthosporium makilingense
- Helminthosporium manihotis
- Helminthosporium marantae
- Helminthosporium mattiroloi
- Helminthosporium mayaguezense
- Helminthosporium melastomacearum
- Helminthosporium meliae
- Helminthosporium melioloides
- Helminthosporium microsorum
- Helminthosporium microsporum
- Helminthosporium minimum
- Helminthosporium multiseptatum
- Helminthosporium nadsonii
- Helminthosporium naviculare
- Helminthosporium naviculatum
- Helminthosporium newbouldiae
- Helminthosporium novae-zelandiae
- Helminthosporium obpyriforme
- Helminthosporium ocoteae
- Helminthosporium oligosporum
- Helminthosporium olisipponense
- Helminthosporium oplismeni
- Helminthosporium orchidacearum
- Helminthosporium orthospermum
- Helminthosporium oryzae-microsporae
- Helminthosporium ovoideum
- Helminthosporium pachystelae
- Helminthosporium palaestinum
- Helminthosporium palmigenum
- Helminthosporium panici
- Helminthosporium papulosum
- Helminthosporium parathesicolum
- Helminthosporium paulense
- Helminthosporium penniseti
- Helminthosporium philippinum
- Helminthosporium philodendri
- Helminthosporium phomatae
- Helminthosporium phyllantheum
- Helminthosporium piperis
- Helminthosporium portoricense
- Helminthosporium proliferatum
- Helminthosporium pseudomicrosorum
- Helminthosporium pseudotsugae
- Helminthosporium pulvinatum
- Helminthosporium purpurascens
- Helminthosporium pyracanthae
- Helminthosporium repens
- Helminthosporium reyesii
- Helminthosporium rhodomyrti
- Helminthosporium rhopaloides
- Helminthosporium schelkownikowii
- Helminthosporium sclerobii
- Helminthosporium scolecoides
- Helminthosporium sechiicola
- Helminthosporium senseletii
- Helminthosporium sichuanense
- Helminthosporium solani
- Helminthosporium solitarium
- Helminthosporium spirotrichum
- Helminthosporium spurirostrum
- Helminthosporium subapiculatum
- Helminthosporium subhyalinum
- Helminthosporium subsimile
- Helminthosporium sudensis
- Helminthosporium theobromae
- Helminthosporium theobromicola
- Helminthosporium torulosum
- Helminthosporium tritici
- Helminthosporium tritikernelis
- Helminthosporium turbinatum
- Helminthosporium ubangiense
- Helminthosporium ustilaginoideum
- Helminthosporium varroniae
- Helminthosporium velutinum
- Helminthosporium viticis
- Helminthosporium wagateae
- Helminthosporium warpuriae
- Helminthosporium xanthosomatis
- Helminthosporium xylopiifolii
- Helminthosporium zombaense

Selon Index Fungorum (5 septembre 2014) :
- Helminthosporium abietis W.B. Cooke & C.G. Shaw 1952
- Helminthosporium absinthii Peck 1878
- Helminthosporium abutilonis (Tropova) Khokhr. 1956
- Helminthosporium acaciae M.B. Ellis 1961
- Helminthosporium acalyphae (Thüm.) Cif. 1955
- Helminthosporium accedens Syd. & P. Syd. 1904
- Helminthosporium acroleucum Sacc., E. Bommer & M. Rousseau
- Helminthosporium acuum P. Karst. 1892
- Helminthosporium ahmadii M.B. Ellis 1961
- Helminthosporium aichrysonis Jørst. 1966
- Helminthosporium alatum Cif. 1962
- Helminthosporium albiziae Petch 1943
- Helminthosporium albiziicola Thirum. & Naras. 1950
- Helminthosporium allamandae Petr. & Cif. 1932
- Helminthosporium alphitoniae Petr. 1954
- Helminthosporium andersenii Scharif 1963
- Helminthosporium aneurolepidii Lavrov 1951
- Helminthosporium anomalum J.C. Gilman & E.V. Abbott 1927
- Helminthosporium anonymicum Jacz. 1915
- Helminthosporium apicale V. Rao & de Hoog 1986
- Helminthosporium apiculatum Corda 1837
- Helminthosporium apioides Renault & Roche 1898
- Helminthosporium appatternae K.S. Deshp. & K.B. Deshp. 1970
- Helminthosporium appendiculatum Corda 1837
- Helminthosporium arbusculoides Peck 1883
- Helminthosporium arcautei Unamuno 1932
- Helminthosporium arenarium Moreau 1941
- Helminthosporium argentinum Speg. 1880
- Helminthosporium armatum (Lév.) Berl. & Sacc. 1886
- Helminthosporium artemisiae Corda 1838
- Helminthosporium arundinis Lév. 1843
- Helminthosporium arundinis Sawada 1943
- Helminthosporium asterinoides Sacc. & P. Syd. 1902
- Helminthosporium asterinum Cooke 1878
- Helminthosporium astragali Zaprom. 1957
- Helminthosporium atrichum Corda 1837
- Helminthosporium atropurpureum Berk. & Broome 1873
- Helminthosporium atrum (Corda) Sacc. 1886
- Helminthosporium attenuatum Peck & Cooke 1878
- Helminthosporium atypicum K.S. Deshp. & K.B. Deshp. 1968
- Helminthosporium avenae-pratensis Died. 1910
- Helminthosporium bactridis Henn. 1908
- Helminthosporium bakeri Syd. & P. Syd. 1916
- Helminthosporium balansae Speg. 1886
- Helminthosporium bambusicola Meng Zhang, H.Y. Wu & Zhen Y. Wang 2010
- Helminthosporium bataticola Khokhr. & Dyur. 1934
- Helminthosporium bauhiniae M.B. Ellis 1961
- Helminthosporium belgaumense Subram. & Bhat 1989
- Helminthosporium betulinum Corda 1837
- Helminthosporium bhawanii A.P. Misra 1976
- Helminthosporium bigenum Matsush. 1993
- Helminthosporium blumeanaum Sacc. 1931
- Helminthosporium bogoriense Penz. & Sacc. 1902
- Helminthosporium bondarzewii Pidopl. 1950
- Helminthosporium brachycladum Fresen. 1850
- Helminthosporium brachytrichum Cooke & Ellis 1877
- Helminthosporium bryophylli Sawada 1919
- Helminthosporium bulbigerum Fresen. 1850
- Helminthosporium cacaliae Viégas 1946
- Helminthosporium cacaophilum Cif. 1931
- Helminthosporium cactacearum Bongini 1932
- Helminthosporium caespitiferum Petr. & Cif. 1932
- Helminthosporium caladii F. Stevens 1917
- Helminthosporium calatheae Viégas
- Helminthosporium camptotrichum Corda 1837
- Helminthosporium canephorae Steyaert 1948
- Helminthosporium cantareirense Henn. 1908
- Helminthosporium cantonense Sacc. 1921
- Helminthosporium capparoniae Petr. & Cif. 1932
- Helminthosporium carispermum Link 1816
- Helminthosporium caroliniense Berk. & Broome
- Helminthosporium carpocrinum Cif. 1938
- Helminthosporium carposaprum Pollack 1946
- Helminthosporium catenatum Matsush. 1975
- Helminthosporium caudatum Berk. & Broome
- Helminthosporium ceibae Orillo 1955
- Helminthosporium chlorophorae M.B. Ellis 1961
- Helminthosporium chrysobalani Henn. 1907
- Helminthosporium chrysophylli Henn.
- Helminthosporium chusqueae Petr. 1950
- Helminthosporium cibotii F. Stevens & Weedon 1925
- Helminthosporium ciliare (Bull.) S. Hughes 1958
- Helminthosporium citri Sawada 1931
- Helminthosporium claviphorum Matsush. 1993
- Helminthosporium clavuligerum (Link) Fr. 1832
- Helminthosporium cleosmatis Petr. & Cif. 1932
- Helminthosporium clusiae Cif. & Gonz. Frag. 1926
- Helminthosporium coarctatum Riess
- Helminthosporium coffeae Massee 1901
- Helminthosporium collabendum Cooke 1889
- Helminthosporium compactum P. Karst. 1892
- Helminthosporium confervoides Corda 1837
- Helminthosporium conidiophorellum Meng Zhang & T.Y. Zhang 2009
- Helminthosporium conspicuum McAlpine 1897
- Helminthosporium constrictum Meng Zhang, T.Y. Zhang & W.P. Wu 2007
- Helminthosporium conviva Malençon & Bertault 1972
- Helminthosporium corchori Sawada & Katsuki 1959
- Helminthosporium cordae Niessl 1864
- Helminthosporium cordiae Welw. & Curr. 1867
- Helminthosporium corniculatum Schwein. 1832
- Helminthosporium coronatum Berk. & M.A. Curtis 1868
- Helminthosporium coronatum Viégas 1946
- Helminthosporium corticale Schwein. 1832
- Helminthosporium coryneoideum De Not. 1864
- Helminthosporium crassiseptum Cif. 1955
- Helminthosporium crassisporum E.A. Bessey
- Helminthosporium crassum Rabenh. 1844
- Helminthosporium crotalariae S. Chowdhury 1957
- Helminthosporium crus-galli Y. Nisik. 1925
- Helminthosporium crustosum Schwein. 1832
- Helminthosporium cubense Matsush. 1987
- Helminthosporium cucumerinum Garb. 1924
- Helminthosporium curvulum Sacc. 1916
- Helminthosporium cuspidatum Sacc. 1917
- Helminthosporium cylindricum Corda 1831
- Helminthosporium cylindrosporum Matsush. 1993
- Helminthosporium cylindrosporum Sacc. 1876

## Liste des espèces et non-classés
Selon NCBI (5 septembre 2014) :
- Helminthosporium asterinum
- Helminthosporium chlorophorae
- Helminthosporium nanjingense
- Helminthosporium solani
  - non-classé Helminthosporium solani B-AC-16A
- Helminthosporium velutinum

## Méthodes d'analyse
- méthode Malt-agar et potato-dextrose-agar pour l'ensemble des Helminthopsorium
- méthode dite du papier buvard humidifié également pour l'ensemble des Helminthopsorium
- un milieu avoine pour la recherche d' H. teres
- méthode buvard avec adjonction d'acide acétique pour la recherche d' H. gramineum et d' H. teres

## Identification
- Helminthosporium avenae : mycélium dense gris-vert, conidiophores brun foncé, les spores prennent naissance sur ces conidiophores, les conidies sont de couleur jaune, cylindriques et droites mais arrondies à leurs extrémités
- Helminthosporium carbonum : mycélium vert-foncé, conidiophores droits (seuls ou par petits groupes), les conidies sont brun-olive, courbées, plus larges au milieu et arrondies à leurs extrémités
- Helminthosporium dictyoides : mycélium gris-vert peu élevé, conidiophores souvent solitaires, les conidies sont plus larges à la base qu'à l'apex
- Helminthosporium gramineum : mycélium vert-foncé (une pigmentation orange sur le substrat est souvent observée) sur malt-agar, sur PDA le mycélium est vert-olive ; les conidies ne se forment que sur buvard après congélation, ils sont gris à brun, lisses, cylindriques et arrondies à leurs extrémités
- Helminthosporium maydis : mycélium vert foncé, nombreux conidiophores de teinte foncée, les conidies sont brunes, courbées et arquées en leur milieu, effilés et arrondies à leurs extrémités
- Helminthosporium oryzae : mycélium gris-vert cotonneux et étalé, conidiophores brun foncé, les conidies sont pâles à brun doré, lisses, ovoïdes, arquées et amincies à leurs extrémités
- Helminthosporium papaveris : mycélium vert-foncé, conidiophores droits et cloisonnés, spores cylindriques et arrondies
- Helminthosporium sativum : mycélium vert foncé à noir, conidiophores droits (seuls ou par petits groupes), spores brun foncé, lisses, droites ou légèrement courbées, ellipsoïdales ou fusiformes
- Helminthosporium siccans : mycélium vert-foncé,conidiophores droits (seuls ou par petits groupes), les conidies sont de teintes pâles à brun-olive, droites ou presque cylindriques
- Helminthosporium teres : sur malt-agar, mycélium vert foncé, des corémies (sorte de touffes de mycélium blanc) apparaissent sur le substrat ; sur milieu avoine, colonies mieux délimités et corémies bien développées ; sur papier buvard (humidifié à l'eau), conidiophores brun clair, isolés ou par petits groupes, un ou plusieurs spores prennent naissance aux extrémités de ces conidiophores
- Helminthosporium tritici-repentis : mycélium gris-vert, conidiophores droits ou fluxueux, les conidies sont jaune pâle, cylindriques et légèrement effilées

## Habitat
- Helminthosporium avenae : sous forme de spores à la surface de la graine ou sous forme de mycélium dans les glumelles et les téguments de la graine
- Helminthosporium carbonum : sous forme de mycélium dans les téguments de la graine
- Helminthosporium dictyoides :  sous forme de spores à la surface de la graine ou sous forme de mycélium dans les téguments de la graine
- Helminthosporium gramineum : sous forme de mycélium à l'intérieur du péricarpe
- Helminthosporium maydis : sous forme de spores à la surface de la graine ou sous forme de mycélium à l'intérieur du péricarpe
- Helminthosporium oryzae : sous forme de mycélium dans les glumes (présence de taches noires) et dans le péricarpe
- Helminthosporium papaveris : sous forme de spores à la surface de la graine ou sous forme de mycélium dans les téguments de la graine
- Helminthosporium sativum : sous forme de spores à la surface de la graine ou sous forme de mycélium à l'intérieur du péricarpe
- Helminthosporium siccans : sous forme de spores à la surface de la graine ou sous forme de mycélium dans les téguments de la graine
- Helminthosporium teres : sous forme de mycélium à l'intérieur du péricarpe
- Helminthosporium tritici-repentis : sous forme de mycélium dans les téguments de la graine

## Helminthosporioses
Ces différents parasites créent chez les plantes atteintes des maladies nommées génériquement helminthosporioses :
- Helminthosporiose du maïs (via Setosphaeria turcica)
- Helminthosporiose du blé (via Pyrenophora trichostoma - Helmithosporium tritici-repentis)
- Helminthosporiose de l'orge (via Drechslera teres = Helminthosporium teres = Pyrenophora teres)